# Berbenno di Valtellina
Berbenno di Valtellina (lombardul: Berbenn) település Olaszországban, Sondrio megyében. Lakosainak száma 4039 fő (2023. január 1.). Berbenno di Valtellina Buglio in Monte, Cedrasco, Colorina, Fusine, Postalesio, Ardenno és Torre di Santa Maria községekkel határos.

## Népesség
A település népességének változása:
| Lakosok száma | 4155 | 4151 | 4039 |
|               | 2017 | 2018 | 2023 |